# Apertura (rugby)

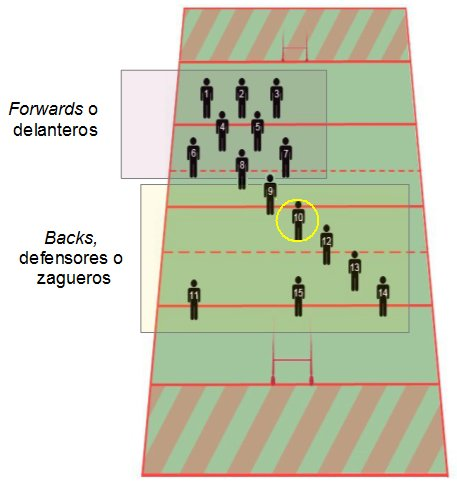
El apertura es un defensor o back que se ubica al inicio de la línea de tres cuartos, habitualmente con el número 10.

Apertura o medio apertura (en inglés, fly-half) es la denominación que recibe una posición en un equipo de rugby union (15jugadores). El apertura integra el grupo de defensores o backs, donde forma parte de la línea de tres cuartos. Generalmente el apertura lleva el número '10'.

## Características
En jugadas de ataque el apertura es el jugador más importante. A partir de formaciones, bien de scrum (también llamado mele), de abiertas (ruck) o de saques de banda (touch), es el jugador de la línea que recibe el pase del medio scrum o medio melé, decidiendo la táctica, los movimientos y los pases del resto de la línea. El apertura (junto al medio scrum) es el jugador con más visión de juego, y requiere tener una gran habilidad de pase y de tackle. También suele ser un buen pateador para realizar todo tipo de patadas (saques de centro, saques desde la línea de 22, drops, o patadas ofensivas y defensivas.

## Aperturas destacados
- Dan Carter
- Jonny Wilkinson
- Beauden Barrett
- Grant Fox
- Naas Botha [1]
- Jack Kyle
- Juan Martín Hernández
- Gonzalo Quesada
- Matt Giteau
- David Watkins
- Barry John
- Phil Bennett
- Joel Stransky
- Michael Lynagh
- Frédéric Michalak
- John Rutherford
- Ronan O'Gara
- Hugo Porta [2]
- Felipe Contepomi
- Carlos Spencer
- Stephen Jones
- Quade Cooper
- Stephen Larkham
- Luke McAlister
- Andrew Mehrtens
- Mark Ella [3]
- Morné Steyn
- Aaron Cruden
- Jonathan Sexton
- Owen Farrell
- Handré Pollard
- Bernard Foley
- Richie Mo'unga
- Gareth Rees
- Nicolás Sánchez
- Dan Biggar
- Finn Russell
- Neil Jenkins